# Epizoanthus tergestinus
Epizoanthus tergestinus är en korallart som beskrevs av Ferdinand Albin Pax 1937. Epizoanthus tergestinus ingår i släktet Epizoanthus och familjen Epizoanthidae. Inga underarter finns listade i Catalogue of Life.